# Oueilloux
 Oueilloux  es una comuna y población de Francia, en la región de Mediodía-Pirineos, departamento de Altos Pirineos, en el distrito de Tarbes y cantón de Tournay.
Su población en el censo de 1999 era de 123 habitantes.
Está integrada en la Communauté de communes du Canton de Tournay.

## Demografía
| 128 | 119 | 120 | 105 | 121 | 123 |
| Para los censos de 1962 a 1999 la población legal corresponde a la población sin duplicidades (Fuente: INSEE [Consultar]) |     |     |     |     |     |